# Sauméjan

Sauméjan este o comună în departamentul Lot-et-Garonne din sud-vestul Franței. În 2009 avea o populație de 81 de locuitori.

## Evoluția populației
| An        | 1975 | 1982 | 1990 | 1999 | 2006 | 2009 |
| --------- | ---- | ---- | ---- | ---- | ---- | ---- |
| Populație | 52   | 52   | 68   | 68   | 76   | 81   |